# Memorial Primo Nebiolo

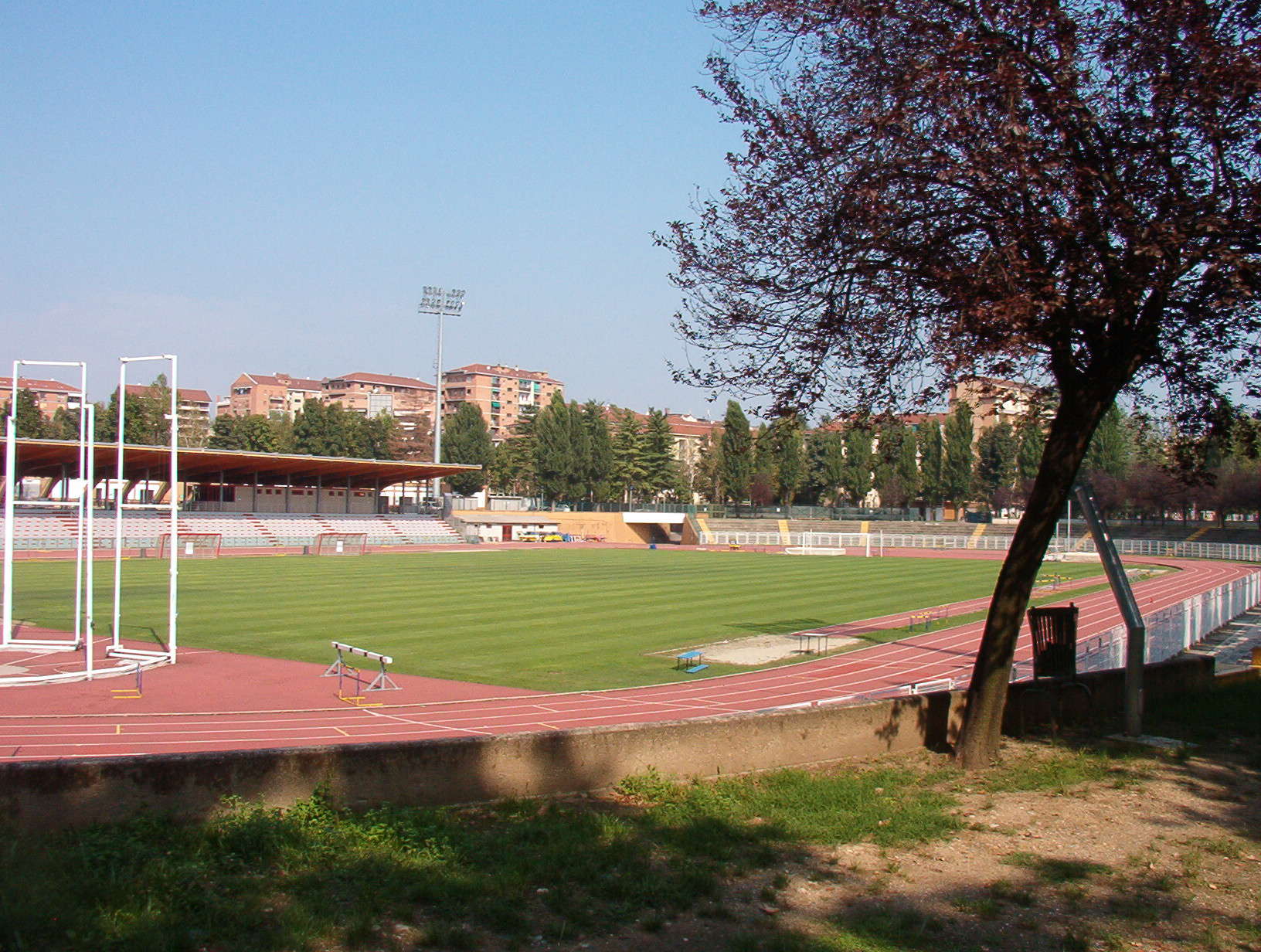
Lo Stadio Primo Nebiolo, sede del meeting

Il Meeting Internazionale di Atletica Leggera Città di Torino - Memorial Primo Nebiolo è stato un meeting di atletica che si teneva annualmente nella città di Torino, solitamente nel mese di giugno, presso lo Stadio Primo Nebiolo.

## Storia
La prima edizione si svolse nel 1963 ed il meeting venne organizzato sino all'edizione del 1983. Dopo un periodo in cui non venne più disputato, il meeting venne ripreso nel 1995. Nel 2000 venne ribattezzato "Memorial Primo Nebiolo" in onore del presidente della IAAF, il torinese Primo Nebiolo, deceduto l'anno precedente
L'edizione 2014 dell'evento, prevista per il 13 giugno, venne annullata; inizialmente rinviata al 2015, la manifestazione non si è più svolta.